# The Hindu
The Hindu — одна з головних англомовних щоденних газет Індії. З тиражем 1,17 млн копій, The Hindu є третьою англомовною газетою Індії після The Times of India і The Hindustan Times, особливо популярна в Південній Індії, зокрема штаті Тамілнад. Газета почала видаватися в 1878 році. Її редакція розташована в Ченнаї (раніше Мадрас), спочатку газета була щотижневою, та стала щоденною з 1889 року. The Hindu першою серед інійських газет в 1995 рокі відкрила онлайн-версію.